# Radical 83
Le radical 83, qui signifie le clan, est un des 35 des 214 radicaux chinois répertoriés dans le dictionnaire de Kangxi composés de quatre traits.
Le caractère Unicode de 氏 est 6C0F.

## Caractères avec le radical 83
| nombre de traits          | caractères |
| ------------------------- | ---------- |
| Sans trait supplémentaire | 氏         |
| 1 traits supplémentaires  | 氐 民      |
| 2 traits supplémentaires  | 氒         |
| 4 traits supplémentaires  | 氓         |